# Сосновка (Шарканский район)
Сосновка — село в Шарканском районе Удмуртской Республики.
Административный центр Сосновского сельского поселения.
Население — 810 человек.

## Экономика
- Сельхозпроизводство ЗАО «Ошмес»
- Швейный цех ООО "Шарканский трикотаж"

## Объекты социальной сферы
- Сосновская участковая больница
- Сосновская средняя общеобразовательная школа (ок. 100 учащихся)

## Культура
- Дом культуры
- Библиотека
- Издается информационный вестник «Сосновские вести»
- Почта